# Líssie Gori
Líssie Gori (en rus: Лысые Горы) és un poble (un possiólok) de l'óblast de Saràtov, a Rússia, segons el cens del 2021 tenia 6.959 habitants.